# Documento unico di programmazione
Il documento unico di programmazione (in acronimo DUP) è il principale strumento per la guida strategica e operativa di un comune italiano, e rappresenta il presupposto necessario di tutti gli altri strumenti di programmazione. La giunta comunale deve presentarlo al consiglio comunale entro il 31 luglio.
L'art. 46, comma 3 del TUEL stabilisce che "Entro il termine fissato dallo statuto, il sindaco o il presidente della provincia, sentita la giunta, presenta al consiglio le linee programmatiche relative alle azioni e ai progetti da realizzare nel corso del mandato"; partendo da queste linee programmatiche l'art. 170 del TUEL (testo Unico Enti locali, D.Lgs D18 agosto 2000, n. 267) stabilisce che il DUP rappresenta lo strumento fondamentale della pianificazione strategica ed operativa degli enti locali: esso ha carattere generale e costituisce la guida strategica ed operativa su cui si fondano tutti gli altri documenti contabili e gestionali.
Il DUP è composto da due sezioni:
- la sezione strategica, con orizzonte temporale pari al mandato amministrativo
- la sezione operativa, con orizzonte temporale che coincide con quello del bilancio di previsione.

La sezione strategica definisce gli obiettivi strategici con riguardo alle scelte dell'amministrazione nell'ambito dell'analisi generale della situazione esterna e interna all'ente, mentre la sezione operativa ha particolare rilevanza perché contempla documenti programmatori essenziali per l'amministrazione dell'ente locale quali:
- il programma delle acquisizioni delle stazioni appaltanti (art. 37 del Dlgs 36/2023), ovvero programma triennale delle OO.PP. e relativo elenco annuale nonché il programma triennale degli acquisti dei beni e dei servizi comprensivo di aggiornamenti annuali;
- il piano delle alienazioni e valorizzazioni del patrimonio immobiliare disponibile;
- programma degli incarichi;
- piani triennali di razionalizzazione e riqualificazione della spesa;

Esso è così definito dall'art. 151 del D.Lgs. n. 267/2000 (Testo Unico sugli Enti Locali), mentre l'art. 170 dello stesso D.Lgs. n. 267/2000 lo definisce quale presupposto indispensabile per la corretta approvazione del bilancio di previsione, poiché le previsioni di competenza e di cassa del bilancio vengono deliberate sulla base degli indirizzi strategici e operativi del DUP.
Ai sensi del medesimo articolo, entro il 15 novembre di ciascun anno, la giunta deve presentare al consiglio comunale la nota di aggiornamento al DUP, unitamente allo schema di delibera del bilancio di previsione.
Nei Comuni con popolazione uguale o inferiore ai 5 000 abitanti è predisposto in modalità semplificata; a ogni modo il regolamento di contabilità deve prevedere i casi di inammissibilità o di improcedibilità per quelle deliberazioni della Giunta o del Consiglio che non siano compatibili con le previsioni contenute nel DUP.